# СВ-8

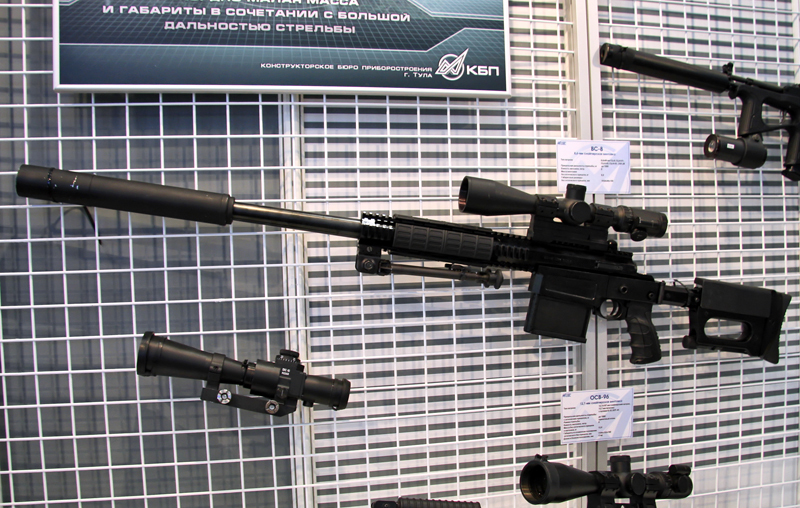

СВ-8 -российская снайперская винтовка, созданная КБ Приборостроения

## История
Разработка винтовки велась в режиме полной секретности, об её создании было объявлено 18 июля 2011 года.
По данным пресс-службы корпорации Ростех винтовка была принята на вооружение.

## Описание
ТТХ винтовки:
- Длина: 1025 мм
- Ширина: 96 мм
- Высота: 185 мм
- Масса (без прицела): 6,5 кг
- Максимальная дальность стрельбы: 1,5 км
- Боезапас: 10 патронов

Для ведения огня используется пули калибром 8,6 мм.  Единственный патрон в России, соответствующий этому калибру, является .338 Lapua Magnum. Так же планировался ввод специальных патронов СЦ-8. До этого в ВС РФ и ВС СССР, основным снайперским патрон был 7,62x54 R.

## Использование
Данная винтовка используется в Российской армии одновременно с винтовками СВД и ОСВ-96